# Khyenrab Norbu

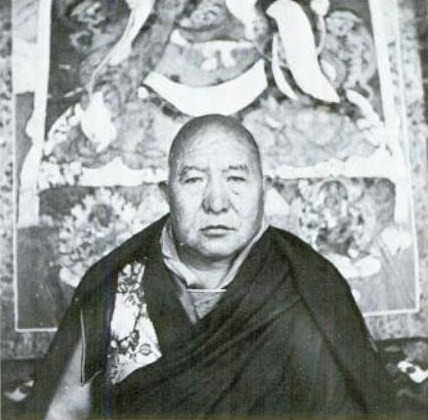

Khyenrab Norbu (Tsetang, 1883-1962) was een Tibetaans arts en astroloog. Hij was de lijfarts van de dertiende dalai lama en leraar van onder meer Tenzin Chödrag, die later de lijfarts van de veertiende dalai lama werd. Norbu liet verschillende medische werken na.

## Leven
Op jonge leeftijd trad hij toe tot het klooster van Nagchu. Hier werd hij een leerling van Amdo geshe Jampäl Rolpey Lodrö. Daarna vertrok hij naar Lhasa waar hij aan het medische college Chogpori studeerde.
In 1912 kwam hij aan het hoofd te staan van de kliniek van de kloosteruniversiteit Drepung en vier jaar later, in 1916, werd hij door de dertiende dalai lama benoemd tot directeur van het medisch college Chogpori en van het Instituut van Tibetaanse Geneeskunde en Astrologie (Men Tsee Khang). Twee jaar later werd hij ook junior lijfarts van de dalai lama.
Bekende Tibetaanse artsen die het vak van hem leerden, waren Tenzin Chödrag, Lobsang Wangyal, Yeshi Dönden en Jampa Trinley.